# Michael Anderson (hockey sur glace)
Pour les articles homonymes, voir Anderson et Michael Anderson (homonymie).
Michael Lyle Anderson (né le 25 mai 1999 à Fridley dans l'état du Minnesota aux États-Unis) est un joueur professionnel américain de hockey sur glace. Il évolue au poste de défenseur. Son frère Joey Anderson est également professionnel.

## Biographie

### Carrière en club
Il commence sa carrière junior en 2015 chez les Black Hawks de Waterloo dans l'USHL. Il est choisi au quatrième tour, en cent-troisième position par les Kings de Los Angeles lors du repêchage d'entrée dans la LNH 2017. De 2016 à 2018, il évolue dans le championnat NCAA avec l'Université du Minnesota à Duluth. Les Bulldogs de Minnesota-Duluth remportent la NCHC puis le championnat NCAA 2019. En 2019, il passe professionnel avec le Reign d'Ontario, club ferme des Kings dans la Ligue américaine de hockey. Le 29 février 2020, il joue son premier match dans la Ligue nationale de hockey avec les Kings face aux Devils du New Jersey avec qui joue son frère Joey. Il marque son premier but dans la LNH le 9 mars 2020 contre l'Avalanche du Colorado.

### Carrière internationale
Il représente les États-Unis en sélections jeunes.

## Statistiques

### En club
| Saison     | Équipe                       | Ligue      |     | Saison régulière | Saison régulière | Saison régulière | Saison régulière | Saison régulière |   | Séries éliminatoires | Séries éliminatoires | Séries éliminatoires | Séries éliminatoires | Séries éliminatoires |
| Saison     | Équipe                       | Ligue      | PJ  | B                | A                | Pts              | Pun              | PJ               | B | A                    | Pts                  | Pun                  |                      |                      |
| 2015-2016  | Black Hawks de Waterloo      | USHL       | 57  | 1                | 15               | 16               | 30               | 9                | 3 | 2                    | 5                    | 4                    |                      |                      |
| 2016-2017  | Black Hawks de Waterloo      | USHL       | 54  | 5                | 29               | 34               | 52               | 8                | 2 | 1                    | 3                    | 10                   |                      |                      |
| 2017-2018  | Bulldogs de Minnesota-Duluth | NCHC       | 39  | 5                | 18               | 23               | 18               | -                | - | -                    | -                    | -                    |                      |                      |
| 2018-2019  | Bulldogs de Minnesota-Duluth | NCHC       | 40  | 6                | 21               | 27               | 18               | -                | - | -                    | -                    | -                    |                      |                      |
| 2019-2020  | Reign d'Ontario              | LAH        | 53  | 3                | 12               | 15               | 18               | -                | - | -                    | -                    | -                    |                      |                      |
| 2019-2020  | Kings de Los Angeles         | LNH        | 6   | 0                | 1                | 1                | 4                | -                | - | -                    | -                    | -                    |                      |                      |
| 2020-2021  | Kings de Los Angeles         | LNH        | 54  | 1                | 10               | 11               | 30               | -                | - | -                    | -                    | -                    |                      |                      |
| 2021-2022  | Kings de Los Angeles         | LNH        | 57  | 2                | 6                | 8                | 8                | 7                | 0 | 1                    | 1                    | 4                    |                      |                      |
| 2022-2023  | Kings de Los Angeles         | LNH        | 77  | 5                | 15               | 20               | 40               | 6                | 0 | 1                    | 1                    | 2                    |                      |                      |
| 2023-2024  | Kings de Los Angeles         | LNH        | 74  | 2                | 16               | 18               | 18               | 5                | 1 | 2                    | 3                    | 2                    |                      |                      |
| Totaux LNH | Totaux LNH                   | Totaux LNH | 268 | 11               | 47               | 58               | 96               | 18               | 1 | 4                    | 5                    | 8                    |                      |                      |

### En équipe nationale
| Année | Compétition                 |   | PJ | B | A | Pts | Pun | +/-                |  | Résultat |
| 2018  | Championnat du monde junior | 7 | 0  | 1 | 1 | 2   | +2  | Médaille de bronze |  |          |
| 2019  | Championnat du monde junior | 7 | 2  | 3 | 5 | 6   | +3  | Médaille d'argent  |  |          |

## Trophées et honneurs personnels

### USHL
- 2015-2016 : nommé dans la deuxième équipe des recrues
- 2016-2017 : nommé dans la deuxième équipe d'étoiles